# ムン・サンミン
ムン・サンミン（ハングル: 문상민、2000年4月14日 - ）は、大韓民国の俳優、モデル。2022年の『シュルプ』や2024年の『ウエディング・インポッシブル』での役でよく知られる。『シュルプ』の演技で、第59回百想芸術大賞最優秀新人俳優賞を受賞した。

## 来歴
2000年4月14日、忠清北道清州市に生まれる。韓林演芸芸術高等学校ファッションモデル科を卒業し、現在は成均館大学に通っている。
2018年、モデルとして初めて、2018F/Wソーイング・バウンダリーズコレクションでランウェイを歩き、翌年、ウェブドラマ『クリスマスが嫌いな4つの理由』で俳優デビューした。2022年にはtvNの歴史劇『シュルプ』で主演を務めてさらなる知名度と人気を得、20を超える広告契約のオファーがあったと伝えられている。

## その他の活動

### ブランドアンバサダー
2023年1月2日、韓国国内の腕時計ブランド「ロマンソン」のモデルに選ばれた。同年2月1日、美容ブランド「I'm From」の新ブランドアンバサダーとして紹介された。2024年9月2日には、ルルアが美容ブランドのアンバサダーにムンを選んだと発表した。

## フィルモグラフィ

### テレビドラマ
| 年   | 作品名                       | 役             | 備考       | Ref.                |
| ---- | ---------------------------- | -------------- | ---------- | ------------------- |
| 2021 | マイネーム: 偽りと復讐       |                |            | [ 9 ] [ 10 ]        |
| 2022 | シュルプ                     | ソンナム大君   |            | [ 11 ] [ 9 ] [ 10 ] |
| 2023 | 放課後戦争活動               |                |            | [ 12 ]              |
| 2024 | ウエディング・インポッシブル | イ・ジハン     |            | [ 13 ]              |
| 2024 | 深夜2時のシンデレラ          | ソ・ジュウォン |            | [ 14 ]              |
| 2024 | 愛は一本橋で                 |                | カメオ出演 | [ 15 ]              |

### ウェブドラマ
| 年   | 作品名                      | 役           | Ref.          |
| ---- | --------------------------- | ------------ | ------------- |
| 2019 | クリスマスが嫌いな4つの理由 | ヨム・セジン | [ 9 ] [ 10 ]  |
| 2020 | 私たちの時代の色            | ジョンウ     | [ 10 ] [ 16 ] |
| 2020 | 人魚王子 ザ・ビギニング     |              | [ 9 ] [ 10 ]  |

## 受賞とノミネート
| 賞/式典                        | 年   | 部門                       | 作品                                   | 結果       | Ref.   |
| ------------------------------ | ---- | -------------------------- | -------------------------------------- | ---------- | ------ |
| アジア太平洋スターアワード     | 2023 | 最優秀新人俳優             | シュルプ                               | 受賞       | [ 17 ] |
| Asia Artist Awards             | 2023 | 新人賞（俳優部門）         |                                        | 受賞       | [ 18 ] |
| 百想芸術大賞                   | 2023 | 最優秀新人俳優賞（テレビ） | シュルプ                               | 受賞       | [ 19 ] |
| 青龍シリーズアワード           | 2023 | 最優秀新人俳優             | 放課後戦争活動                         | ノミネート | [ 20 ] |
| KBS芸能大賞                    | 2024 | ベストカップル賞           | ミュージックバンク（ミンジュとともに） | 受賞       | [ 21 ] |
| 大韓民国ファーストブランド大賞 | 2023 | 最優秀新人俳優賞           | シュルプ                               | 受賞       | [ 22 ] |